# Vixie cron
Vixie cron ist ein cron-Daemon, geschrieben 1987 von Paul Vixie.
Version 3 des Vixie cron wurde Ende 1993 veröffentlicht. Diese Version wird, mit ein paar kleineren Bugfixes, in den meisten Linux- und BSD-Distributionen für cron und crontab verwendet.